# Barrio el Ocote
Barrio el Ocote är en ort i Mexiko.   Den ligger i kommunen Villa Victoria och delstaten Mexiko, i den sydöstra delen av landet, 90 km väster om huvudstaden Mexico City. Barrio el Ocote ligger 2 617 meter över havet och antalet invånare är 799.
Terrängen runt Barrio el Ocote är kuperad norrut, men söderut är den platt. Runt Barrio el Ocote är det ganska tätbefolkat, med 214 invånare per kvadratkilometer. Närmaste större samhälle är Sitio Ejido, 4,7 km öster om Barrio el Ocote. Trakten runt Barrio el Ocote består till största delen av jordbruksmark.